# Procambarus bouvieri
Procambarus bouvieri är en kräftdjursart som först beskrevs av Ortmann 1909.  Procambarus bouvieri ingår i släktet Procambarus och familjen Cambaridae. IUCN kategoriserar arten globalt som starkt hotad. Inga underarter finns listade i Catalogue of Life.